# Dandsandardschaagiin Sereeter
Dandsandardschaagiin Sereeter (mongolisch Данзандаржаагийн Сэрээтэр; * 23. April 1943 in Lün) ist ein mongolischer Ringer.

## Karriere
Dandsandardschaagiin Sereeter nahm an den Olympischen Spielen 1964, 1968 und 1972 teil. 1968 konnte er im Leichtgewicht die Bronzemedaille gewinnen. Zwei Jahre später konnte er bei den Weltmeisterschaften ebenfalls Bronze gewinnen. Bei den Asienspielen 1974 in Teheran gewann er die Silbermedaille.